# Гур’єво (сільське поселення село Барятино)
Гур’єво (рос. Гурьево) — присілок в Таруському районі Калузької області Російської Федерації.
Населення становить 3 особи. Входить до складу муніципального утворення Село Барятино.

## Історія
Від 2004 року входить до складу муніципального утворення Село Барятино

## Населення
| 2002 | 2010 |
| ---- | ---- |
| 17   | ↘3   |